# Кареев, Андрей Андреевич
Андре́й Андре́евич Каре́ев (род. 19 ноября 1994, Новокузнецк, Кемеровская область) — российский хоккеист, вратарь.

## Клубная карьера
Начал заниматься хоккеем в школе московского «Спартака». С 2003 по 2011 год выступал в юниорских турнирах за клуб. Четырежды (с 2007 по 2010) хоккеист в составе красно-белых принимал участие в финальных турнирах первенства России среди юношей. Перед началом сезона 2012/13 стал игроком системы новокузнецкого «Металлурга», где начал выступать в Молодёжной хоккейной лиге за «Кузнецких медведей». 6 сентября 2012 года в матче против «Белых медведей» (0:1) Кареев дебютировал в МХЛ, где пропустил шайбу от Ильи Зиновьева. 24 сентября 2012 года Кареев в матче против «Снежных барсов» (4:0) отыграл свой первый в МХЛ матч «на ноль», отразил 23 броска соперника. 1 марта 2013 года в матче с «Октаном» (6:2) вратарь отдал голевую передачу Константину Шабунову. Всего за два сезона, проведённых в МХЛ Кареев (с учётом плей-офф) сыграл 61 матч, пропустил 136 шайб и четыре игры сумел завершить без пропущенных голов.
31 октября 2013 года Кареев впервые вышел на лёд в матче Высшей хоккейной лиги в составе фарм-клуба «Ариады», на 56-й минуте встречи против «Кубани» (4:7) молодой голкипер сменил на площадке Юрия Лаврецкого и в оставшееся время шайб не пропустил. 6 сентября 2014 года в матче против «Сибири» (1:6) Кареев дебютировал за «Металлург» в Континентальной хоккейной лиге, голкипер вышел на игру в стартовом составе и, пропустив три шайбы в первом периоде, уступил место в воротах Илье Сорокину. В сезоне 2014/15 провёл два матча, пропустил две шайбы и провёл один матч «на ноль» за фарм-клуб «Зауралье» в ВХЛ. Всего за «Металлург» за три сезона провёл 72 матча, пропустил 166 шайб и два раза сыграл «на ноль», а также набрал одно (0+1) очко.
24 декабря 2016 года Кареев перешёл в «Нефтехимик» в обмен на Рафаэля Хакимова и денежную компенсацию. За клуб в сезоне 2016/17 провёл 16 матчей, пропустил 29 шайб и три матча сыграл «на ноль», а также набрал одно (0+1) очко. 3 мая 2017 года вернулся в «Металлург» в результате обмена на Рафаэля Хакимова.
1 июня 2017 года в результате обмена на Андрея Литвинова и денежную компенсацию стал игроком «Салавата Юлаева». В составе клуба провёл три сезона, за которые провёл 58 матчей, пропустил 107 шайб и два матча провёл «на ноль». В мае 2020 перешёл в финский ТПС из города Турку и подписал контракт на один сезон. По итогам сезона 2020/21 Кареев вошёл в список трёх лучших вратарей Финской хоккейной лиги и 26 мая 2021 года контракт с ним был продлён ещё на сезон. За два сезона в ТПС Кареев вместе с командой дважды завоевал серебряные медали, провёл 86 матчей и пропустил 168 шайб. 3 июня 2022 года вернулся в «Салават Юлаев», подписав однолетнее соглашение. В декабре 2022 года впервые принимал участие в матче звёзд КХЛ. 30 апреля 2023 года в связи с истечением срока контракта покинул клуб. В сезоне 2022/23 провёл 30 матчей, в которых четыре раза сыграл «на ноль» и пропустил 53 шайбы при 92,7 % отражённых бросков.
4 мая 2023 года подписал однолетний контракт с московским «Спартаком». В сезоне 2023/24 Кареев провёл 24 матча в чемпионате КХЛ и одержал 11 побед при коэффициенте надёжности 2,63 и 91,7 % отражённых бросков, также он потерпел два поражения в плей‑офф. 17 мая 2024 года перешёл в минское «Динамо», подписав однолетний контракт. 11 декабря 2024 года клуб поместил Кареева в список отказов, но ни один клуб КХЛ не забрал права на вратаря и 20 декабря 2024 года он покинул минское «Динамо». В составе «зубров» он сыграл семь матчей при 90,2 % отражённых бросков и коэффициенте надёжности 2,50. 27 декабря 2024 года подписал контракт до 31 мая 2026 года с «Витязем». Летом 2025 года «Витязь» прекратил существование и вратарь получил статус неограниченно свободного агента.

## Карьера в сборной
31 октября 2017 года был впервые вызван в сборную России для участия в Кубке Карьяла. 26 октября 2021 года был вызван в состав олимпийской сборной России для участия в Кубке Германии. 14 ноября 2021 года дебютировал за олимпийскую сборную в матче против сборной Швейцарии (2:3).